# Championnats de France de snowboard
Les Championnats de France de snowboard sont une compétition organisée par la Fédération française de ski (FFS).

## Historique
En 1987, les championnats de France sont créés par l'Association française de snowboard (AFS) qui gère le snowboard sur le territoire français. Ils sont remportés par Henri Gonon et Jean Nerva ches les hommes, et par Mylène Duclos ches les dames. L'année suivante en 1988, ils sont organisés à Luz-Ardiden dans deux disciplines : le slalom géant et le slalom parallèle. Ils sont remportés par Eric Rey et Sylvie Paget.
L'AFS les organise jusqu'à sa disparition en 2007.
À partir de 2008, c'est la Fédération française de ski (FFS) qui organise ces championnats

## Organisation
Chaque année, une ou plusieurs stations françaises organisent les épreuves, généralement à partir du mois de mars après la fin des épreuves de Coupe du Monde. Chaque titre se dispute sur une compétition unique. Le niveau y est des plus élevés, car l'ensemble des membres des équipes de France y participe.
Les disciplines de la compétition sont :
- Slalom géant parallèle (PGS)
- Cross (SBX)
- Half-pipe (HP)
- Slopestyle (SBS)
- Big Air (BA)

Certaines disciplines peuvent ne pas être organisée une année.
Les skieurs étrangers qui participent aux courses des championnats de France, ne sont pas intégrés dans les classements spécifiques des championnats de France. Des médailles d'or, d'argent et de bronze sont décernées aux trois premiers de chaque épreuve.
À l'occasion de ces championnats, les titres de champion de France U19 (moins de 19 ans) et U17 (moins de 17 ans) sont aussi décernés.
Dans le passé, d'autres disciplines ont également fait partie de ces championnats de France : le slalom géant, le slalom et le slalom parallèle.

## Palmarès
Les données manquantes sont à compléter.

### Hommes

#### Slalom géant parallèle
| Année                                    | Station          | Or               | Argent           | Bronze           |
| Les données manquantes sont à compléter. |                  |                  |                  |                  |
| 2002                                     | Chamonix         |                  | Charlie Cosnier  |                  |
| 2003                                     | Chamonix         | Nicolas Huet     | Sébastien Frank  | Maxence Idesheim |
| 2004                                     | Valloire         | Nicolas Huet     | Charlie Cosnier  | Sylvain Dufour   |
| 2005                                     | Alpe d'Huez      | Charlie Cosnier  | Sylvain Dufour   | Tony Ramoin      |
| 2006                                     | Isola 2000       | Mathieu Bozzetto | Sylvain Dufour   | Charlie Cosnier  |
| 2007                                     | Saint-Gervais    | Sylvain Dufour   | Nicolas Huet     | Mathieu Bozzetto |
| 2008                                     | Le Grand Bornand | Mathieu Bozzetto | Sylvain Dufour   | Cédric Contat    |
| 2009                                     | Risoul           | Sylvain Dufour   | Charlie Cosnier  | Pierre Ramoin    |
| 2010                                     | Alpe d'Huez      | Mathieu Bozzetto | Sylvain Dufour   | Charlie Cosnier  |
| 2011                                     | Les Gets         | Sylvain Dufour   | Maxime Daurel    | Pierre Mazouat   |
| 2012                                     | Le Grand Bornand | Sylvain Dufour   | Charlie Cosnier  | Pierre Mazouat   |
| 2013                                     | Isola 2000       | Sylvain Dufour   | Pierre Ramoin    | Florian Lombardo |
| 2014                                     | Val Thorens      | Sylvain Dufour   | Vincent Chaix    | Thierry Laurent  |
| 2015                                     | Val Thorens      | Sylvain Dufour   | Vincent Chaix    | Damien Rochas    |
| 2016                                     | Isola 2000       | Sylvain Dufour   | Pierre Ramoin    | Brice Midol      |
| 2017                                     | Le Grand Bornand | Sylvain Dufour   | Vincent Chaix    | Baptiste Vales   |
| 2018                                     | non organisé     | non organisé     | non organisé     | non organisé     |
| 2019                                     | Isola 2000       | Sylvain Dufour   | Vincent Chaix    | Florian Lombardo |
| 2020 - 2021                              | non organisé     | non organisé     | non organisé     | non organisé     |
| 2022                                     | Isola 2000       | Sylvain Dufour   | Florian Lombardo | Brice Midol      |
| 2023                                     | Chamonix         | Sylvain Dufour   | Brice Midol      | Arthur Gros      |

#### Cross
| Année                                    | Station          | Or                   | Argent               | Bronze           |
| Les données manquantes sont à compléter. |                  |                      |                      |                  |
| 1998                                     | Alpe d'Huez      | Laurent Besse        | Sylvain Duclos       | Xavier De Le Rue |
| 1999                                     |                  | Ludovic Strohl       |                      |                  |
| 2000                                     | Serre-Chevalier  | Vincent Borla        | Thomas Ligonnet      | Florent Mather   |
| 2001                                     | Serre-Chevalier  | Xavier De Le Rue     | Guillaume Sachot     | Aymerick Mermoz  |
| 2002                                     | Chamonix         | Guillaume Sachot     | Damien Taret         |                  |
| 2003                                     | Chamonix         | Sylvain Duclos       | Sébastien Noguere    | Mickaël David    |
| 2004                                     | Valloire         | Aymerick Mermoz      | Tony Ramoin          | Thomas Bourgault |
| 2005                                     | Alpe d'Huez      | Pierre Vaultier      | Guillaume Sachot     | Joffrey Marcou   |
| 2006                                     | Isola 2000       | Ludovic Guillot-Diat | Paul-Henri De Le Rue | Pierre Vaultier  |
| 2007                                     | Le Grand Bornand | Pierre Vaultier      | Léo Trespeuch        | Mickael David    |
| 2008                                     | Le Grand Bornand | Tony Ramoin          | David Durand         | Léo Trespeuch    |
| 2009                                     | Vars             | Ludovic Guillot-Diat | Florian Lombardo     | Julien Rovelli   |
| 2010                                     | Alpe d'Huez      | Pierre Vaultier      | Alexis Tsokos        | Julien Rovelli   |
| 2011                                     | Les Gets         | Pierre Vaultier      | Léo Trespeuch        | Thomas Cardinal  |
| 2012                                     | Le Grand Bornand | Léo Trespeuch        | Paul-Henri De Le Rue | Tony Ramoin      |
| 2013                                     | Isola 2000       | Pierre Ramoin        | Paul-Henri De Le Rue | Ken Vuagnoux     |
| 2014                                     | non organisé     | non organisé         | non organisé         | non organisé     |
| 2015                                     | Val Thorens      | Ken Vuagnoux         | Pierre Ramoin        | Nicolas Omez     |
| 2016                                     | Isola 2000       | Pierre Vaultier      | Benjamin Gattaz      | Ken Vuagnoux     |
| 2017                                     | Le Grand Bornand | Loan Bozzolo         | Guilhem Apilli       | David Durand     |
| 2018                                     | Peyragudes       | Pierre Vaultier      | Léo Le Blé Jaques    | Ken Vuagnoux     |
| 2019                                     | Isola 2000       | Merlin Surget        | Tanguy Chaminade     | Benjamin Gattaz  |
| 2020 - 2021                              | non organisé     | non organisé         | non organisé         | non organisé     |
| 2022                                     | Isola 2000       | Merlin Surget        | Loan Bozzolo         | Benjamin Gattaz  |
| 2023                                     | Chamonix         | Aïdan Chollet        | Léo Le Blé Jaques    | Julien Tomas     |

#### Halfpipe
| Année                                    | Station          | Or                 | Argent                  | Bronze               |
| Les données manquantes sont à compléter. |                  |                    |                         |                      |
| 1998                                     | Alpe d'Huez      | Thomas Ligonnet    | Jonathan Collomb-Patton | Paul Dudas           |
| 2000                                     | Serre-Chevalier  | Sébastien Vassonet | Brice Le Guennec        | Guillaume Chastagnol |
| 2001                                     | Serre-Chevalier  | Tristant Picot     | Sylvain Bourbousson     | Guillaume Chastagnol |
| 2004                                     | Valloire         | Mathieu Crepel     | Philippe Bodon          | Samuel Zartarian     |
| 2005                                     | Alpe d'Huez      | Mathieu Crepel     | Maxime Delayen          | Johann Baisamy       |
| 2006                                     | Isola 2000       | Pierre Savoyat     | Jean-Jacques Roux       | Johann Baisamy       |
| 2007                                     | Avoriaz          | Aluan Ricciardi    | Olivier Gittler         | Robin Durand         |
| 2008                                     | Le Grand Bornand | Olivier Gittler    | Johann Baisamy          | Laurent Hasle        |
| 2009                                     | Risoul           | Alain Ricciardi    | Olivier Gittler         | Arthur Longo         |
| 2010                                     | La Plagne        | Maxence Tevelle    | Niels Régnier           | Nicolas Palladio     |
| 2011                                     | Les Gets         | Johann Baisamy     | Niels Regnier           | César Reversade      |
| 2012                                     | Le Grand Bornand | Nicolas Palladio   | Yannis Tourki           | Matteo Cuny          |
| 2013                                     | Valloire         | Arthur Longo       | Victor Habermacher      | Yannis Tourki        |
| 2014                                     | Val Thorens      | Johann Baisamy     | Maxence Tevelle         | Victor Habermacher   |
| 2015                                     | Avoriaz          | Johann Baisamy     | Maxence Tevelle         | Yannis Tourki        |
| 2016 à 2021                              | non organisé     | non organisé       | non organisé            | non organisé         |

#### Slopestyle
| Année                                    | Station          | Or                     | Argent                 | Bronze                 |
| Les données manquantes sont à compléter. |                  |                        |                        |                        |
| 2007                                     | Saint-Gervais    | Victor de Le Rue       | Johann Baisamy         | Raphaël Delfour        |
| 2008                                     | Le Grand Bornand | Victor Daviet          | Robin Durand           | Romain Guillaume       |
| 2009                                     | Vars             | Enzo Nilo              | Victor Daviet          | Yannick Boudjelal      |
| 2010                                     | La Plagne        | Yannick Boudjelal      | Thibault Bérard        | Maxence Tevelle        |
| 2011                                     | Les Gets         | César Reversade        | Maxence Tevelle        | Victor Loron           |
| 2012                                     | Le Grand Bornand | Nicolas Fuhrmann       | Victor Loron           | Boris Mouton           |
| 2013                                     | Isola 2000       | Yannick Boudjelal      | Sébastien Konijnenberg | Victor Habermacher     |
| 2014                                     | Val Thorens      | Yannick Boudjelal      | Sébastien Konijnenberg | Sacha Moretti          |
| 2015                                     | non organisé     | non organisé           | non organisé           | non organisé           |
| 2016                                     | Isola 2000       | Enzo Valax             | Yannick Boudjelal      | Titouan Bartet         |
| 2017                                     | Avoriaz          | Titouan Bartet         | Sébastien Konijnenberg | Lucas Cornillat        |
| 2018                                     | Saint-Lary       | Sébastien Konijnenberg | Sacha Moretti          | Tom Venderotte         |
| 2019                                     | Isola 2000       | Enzo Valax             | Tom Venderotte         | Sébastien Konijnenberg |
| 2020 - 2021                              | non organisé     | non organisé           | non organisé           | non organisé           |
| 2022                                     | Les Deux Alpes   | Sébastien Konijnenberg | Romain Allemand        | Noe Petit              |
| 2023                                     | Isola 2000       | Enzo Valax             | Martin Leleu           | Luca Merimee Mantovani |
| 2024                                     | Vars             | Romain Allemand        | Teo Lauzier-Mouflard   | Abel Trean             |

#### Big Air
| Année                                    | Station        | Or                     | Argent                 | Bronze                 |
| Les données manquantes sont à compléter. |                |                        |                        |                        |
| 2003                                     | Chamonix       | Sylvain Bourbousson    | Mathieu Crepel         | Aymeric Tonin          |
| 2004                                     | Valloire       | Mathieu Crepel         | Raphaël Delfour        | Jim Dabbadie           |
| 2016                                     | Isola 2000     | Enzo Valax             | Yannick Boudjelal      | Titouan Bartet         |
| 2017                                     | Avoriaz        | Enzo Valax             | Sébastien Konijnenberg | Yannick Boudjelal      |
| 2018                                     | Saint-Lary     | Sébastien Konijnenberg | Sacha Moretti          | Titouan Bartet         |
| 2019                                     | Isola 2000     | Enzo Valax             | Sébastien Konijnenberg | Titouan Bartet         |
| 2020 - 2021                              | non organisé   | non organisé           | non organisé           | non organisé           |
| 2022                                     | Les Deux Alpes | Sébastien Konijnenberg | Oscar Ney              | Eliot Pentecote        |
| 2023                                     | Isola 2000     | Romain Allemand        | Enzo Valax             | Liam Garandel          |
| 2024                                     | Vars           | Romain Allemand        | Noe Petit              | Luca Merimee Mantovani |

#### Anciennes disciplines

##### Slalom géant
| Année                                    | Station         | Or                | Argent            | Bronze          |
| Les données manquantes sont à compléter. |                 |                   |                   |                 |
| 1996                                     |                 | Ludovic Strohl    |                   |                 |
| 1998                                     | Alpe d'Huez     | Nicolas Conte     | Christophe Ségura | Xavier Rolland  |
| 2000                                     | Serre-Chevalier | Nicolas Huet      | Mathieu Chiquet   | Sebastien Frank |
| 2001                                     | Serre-Chevalier | Christophe Ségura | Mathieu Bozzetto  | Mathieu Chiquet |

##### Slalom parallèle
| Année                                    | Station         | Or               | Argent           | Bronze            |
| Les données manquantes sont à compléter. |                 |                  |                  |                   |
| 1998                                     | Alpe d'Huez     | Mathieu Bozzetto | Maxence Idesheim | Fabien Magnificat |
| 2000                                     | Serre-Chevalier | Charlie Cosnier  | Nicolas Huet     | Mathieu Chiquet   |

### Dames

#### Slalom géant parallèle
| Année                                    | Station          | Or                    | Argent                | Bronze                |
| Les données manquantes sont à compléter. |                  |                       |                       |                       |
| 2001                                     | Serre-Chevalier  | Karine Ruby           | Florine Valdenaire    | Marjorie Rey          |
| 2003                                     | Chamonix         | Florine Valdenaire    | Karine Ruby           | Nathalie Desmares     |
| 2004                                     | Valloire         | Isabelle Blanc        | Nathalie Desmares     | Camille de Faucompret |
| 2005                                     | Alpe d'Huez      | Isabelle Blanc        | Lucie Combal          | Florine Valdenaire    |
| 2006                                     | Isola 2000       | Julie Pomagalski      | Florine Valdenaire    | Laura Pecchioni       |
| 2007                                     | Saint-Gervais    | Camille de Faucompret | Florine Valdenaire    | Johana Gatellier      |
| 2008                                     | Le Grand Bornand | Nathalie Desmares     | Camille de Faucompret | Florine Valdenaire    |
| 2009                                     | Risoul           | Camille de Faucompret | Florine Valdenaire    | Johana Gatellier      |
| 2010                                     | Alpe d'Huez      | Camille de Faucompret | Nathalie Desmares     | Johana Gatellier      |
| 2011                                     | Les Gets         | Nathalie Desmares     | Camille de Faucompret | Johana Gatellier      |
| 2012                                     | Le Grand Bornand | Camille de Faucompret | Johana Gatellier      | Emilie Aurange        |
| 2013                                     | Isola 2000       | Emilie Aurange        | Johana Gatellier      | Charlotte Bankes      |
| 2014                                     | Val Thorens      | Nathalie Desmares     | Manon Petit           | Clémentine Barre      |
| 2015                                     | Val Thorens      | Emilie Aurange        | Manon Petit           | Lou Lombard           |
| 2016                                     | Isola 2000       | Gaia Tarasco          | Agathe Sillières      | Kim Martinez          |
| 2017                                     | Le Grand Bornand | Clémentine Barre      | Kim Martinez          | Mathilde Nogues       |
| 2018                                     | non organisé     | non organisé          | non organisé          | non organisé          |
| 2019                                     | Isola 2000       | Mia Claverie          | Naema Alquier         | Léna Moreau           |
| 2020 - 2021                              | non organisé     | non organisé          | non organisé          | non organisé          |
| 2022                                     | Isola 2000       | Charlène Gruffy       | Victoria Castillo     | Naema Alquier         |
| 2023                                     | Chamonix         | Anaïs Jouffroy        | Lucile Berlioz        | Camille Poulat        |

#### Cross
| Année                                    | Station          | Or                 | Argent                  | Bronze                          |
| Les données manquantes sont à compléter. |                  |                    |                         |                                 |
| 1998                                     | Alpe d'Huez      | Julie Pomagalski   | Marie Laissus           | Olivia Guerry                   |
| 2000                                     | Serre-Chevalier  | Morgane Fleury     | Emmanuelle Duboc        | Priscilla Marini-Hubert         |
| 2001                                     | Serre-Chevalier  | Marjorie Rey       | Priscilla Marini-Hubert | Morgane Fleury                  |
| 2003                                     | Chamonix         | Karine Ruby        | Marie Laissus           | Morgane Fleury                  |
| 2004                                     | Valloire         | Marie Laissus      | Deborah Anthonioz       | Sophie Rodriguez                |
| 2005                                     | Alpe d'Huez      | Deborah Anthonioz  | Marie Laissus           | Diane Thermoz Liaudy            |
| 2006                                     | Isola 2000       | Sophie Rodriguez   | Diane Thermoz Liaudy    | Deborah Anthonioz               |
| 2007                                     | Le Grand Bornand | Deborah Anthonioz  | Océane Pozzo            | Angèle Clavet                   |
| 2008                                     | Le Grand Bornand | Océane Pozzo       | Alizée Paquis           | Claire Chapotot                 |
| 2009                                     | Vars             | Maeva Martin       | Pauline Tilloy          | Claire Chapotot                 |
| 2010                                     | Alpe d'Huez      | Deborah Anthonioz  | Chloe Trespeuch         | Maeva Martin                    |
| 2011                                     | Les Gets         | Chloe Trespeuch    | Claire Chapotot         | Nelly Moenne-Loccoz             |
| 2012                                     | Le Grand Bornand | Lorelei Schmitt    | Claire Chapotot         | Pauline Tilloy                  |
| 2013                                     | Isola 2000       | Charlotte Bankes   | Lorelei Schmitt         | Nelly Moenne-Loccoz             |
| 2014                                     | non organisé     | non organisé       | non organisé            | non organisé                    |
| 2015                                     | Val Thorens      | Charlotte Bankes   | Nelly Moenne-Loccoz     | Chloe Trespeuch                 |
| 2016                                     | Isola 2000       | Chloe Trespeuch    | Nelly Moenne-Loccoz     | Gaia Tarasco                    |
| 2017                                     | Le Grand Bornand | Chloe Trespeuch    | Nelly Moenne-Loccoz     | Gaia Tarasco                    |
| 2018                                     | Peyragudes       | Charlotte Bankes   | Nelly Moenne-Loccoz     | Chloe Trespeuch                 |
| 2019                                     | Isola 2000       | Chloe Trespeuch    | Alexia Queyrel          | Julia Pereira de Sousa-Mabileau |
| 2020 - 2021                              | non organisé     | non organisé       | non organisé            | non organisé                    |
| 2022                                     | Isola 2000       | Chloe Trespeuch    | Alexia Queyrel          | Manon Petit-Lenoir              |
| 2023                                     | Chamonix         | Manon Petit-Lenoir | Chloe Trespeuch         | Félicie Leicht                  |

#### Halfpipe
| Année                                    | Station            | Or                     | Argent           | Bronze                 |
| Les données manquantes sont à compléter. |                    |                        |                  |                        |
| 1998                                     | Alpe d'Huez        | Doriane Vidal          | Eugénie Dudas    | Marion Giachino        |
| 2000                                     | Serre-Chevalier    | Margot Rozies          | Chloé Laurent    | Flore Le Maréchal      |
| 2001                                     | Serre-Chevalier    | Marie Andrieux         | Cécile Alzina    | Chloé Laurent          |
| 2004                                     | Valloire           | Sophie Rodriguez       | Audrey Achard    | Angèle Clavet          |
| 2005                                     | Alpe d'Huez        | Caroline Beliard       | Cécile Alzina    | Angèle Clavet          |
| 2006                                     | Isola 2000         | Cécile Alzina          | Sophie Rodriguez | Mirabelle Thovex       |
| 2007                                     | Avoriaz            | Anne-Sophie Pellissier | Angèle Clavet    | Camille Comte          |
| 2008                                     | Le Grand Bornand   | Sophie Rodriguez       | Mirabelle Thovex | Alicia Bonnaud         |
| 2009                                     | Risoul             | Mirabelle Thovex       | Emma Bernard     | Alicia Bonnaud         |
| 2010                                     | La Plagne          | Mirabelle Thovex       | Lucile Lefèvre   | Emma Bernard           |
| 2011                                     | Les Gets / Avoriaz | Mirabelle Thovex       | Emma Bernard     | Anne-Sophie Pellissier |
| 2012                                     | Le Grand Bornand   | Sophie Rodriguez       | Mirabelle Thovex | Clémence Grimal        |
| 2013                                     | Valloire           | Sophie Rodriguez       | Mirabelle Thovex | Emma Bernard           |
| 2014                                     | Val Thorens        | Sophie Rodriguez       | Mirabelle Thovex | Clémence Grimal        |
| 2015                                     | Avoriaz            | Mirabelle Thovex       | Sophie Rodriguez | Thalie Larochaix       |
| 2016 à 2021                              | non organisé       | non organisé           | non organisé     | non organisé           |

#### Slopestyle
| Année                                    | Station          | Or                   | Argent               | Bronze                  |
| Les données manquantes sont à compléter. |                  |                      |                      |                         |
| 2007                                     | Saint-Gervais    | Angèle Clavet        | Alicia Bonnaud       | Marie Schettini         |
| 2008                                     | Le Grand Bornand | Alexia Le Droumaguet | Mirabelle Thovex     | Chloe Robichon          |
| 2009                                     | Vars             | Marion Gouwy         | Alicia Bonnaud       | Chloe Robichon          |
| 2010                                     | La Plagne        | Lou Chabelard        | Marion Haerty        | Mirabelle Thovex        |
| 2011                                     | Les Gets         | Marion Haerty        | Alexia Le Droumaguet | Emma Bernard            |
| 2012                                     | Le Grand Bornand | Chloé Sillières      | Lucile Lefèvre       | Sophie Rodriguez        |
| 2013                                     | Isola 2000       | Chloé Sillières      | Lou Chabelard        | Marion Gouwy            |
| 2014                                     | Val Thorens      | Chloé Sillières      | Anne-Sophie Lechon   | Lou Chabelard           |
| 2015                                     | non organisé     | non organisé         | non organisé         | non organisé            |
| 2016                                     | Isola 2000       | Thalie Larochaix     | Chloé Sillières      | Lucie Silvestre         |
| 2017                                     | Avoriaz          | Lucile Lefèvre       | Noémie Equy          | Margot Zoppi            |
| 2018                                     | Saint-Lary       | Chloé Sillières      | Thalie Larochaix     | Margaux Herpin          |
| 2019                                     | Isola 2000       | Lucile Lefèvre       | Thalie Larochaix     | Luan Salgueira          |
| 2020 - 2021                              | non organisé     | non organisé         | non organisé         | non organisé            |
| 2022                                     | Les Deux Alpes   | Lucie Silvestre      | Thalie Larochaix     | Noémie Equy             |
| 2023                                     | Isola 2000       | Lucie Silvestre      | Aono Pordié Okaniwa  | Zoé Daouphars Dufournet |
| 2024                                     | Vars             | Anouk Tronchet       | Aono Pordié Okaniwa  | Alice Ricci             |

#### Big Air
| Année                                    | Station      | Or                  | Argent            | Bronze                  |
| Les données manquantes sont à compléter. |              |                     |                   |                         |
| 2003                                     | Chamonix     | Audrey Achard       | Dorothée Vaillant | Sophie Venant           |
| 2004                                     | Valloire     | Audrey Achard       | Élodie Mouthon    | Jessica Lamour          |
| 2016                                     | Isola 2000   | Thalie Larochaix    | Lucie Silvestre   | Emma Lacarrère          |
| 2017                                     | Avoriaz      | Lucile Lefèvre      | Thalie Larochaix  | Maisie Hill             |
| 2018                                     | Saint-Lary   | Thalie Larochaix    | Lucie Silvestre   | Luan Salgueira          |
| 2019                                     | Isola 2000   | Lucile Lefèvre      | Thalie Larochaix  | Noémie Equy             |
| 2020 à 2021                              | non organisé | non organisé        | non organisé      | non organisé            |
| 2022                                     | Les 2 Alpes  | Lucie Silvestre     | Thalie Larochaix  | Anouk Tronchet          |
| 2023                                     | Isola 2000   | Aono Pordié Okaniwa | Lucie Silvestre   | Zoé Daouphars Dufournet |
| 2024                                     | Vars         | Anouk Tronchet      | Meije Herry       | Alice Ricci             |

#### Anciennes disciplines

##### Slalom géant
| Année                                    | Station         | Or             | Argent            | Bronze            |
| Les données manquantes sont à compléter. |                 |                |                   |                   |
| 1998                                     | Alpe d'Huez     | Karine Ruby    | Nathalie Desmares | Julie Pomagalski  |
| 2000                                     | Serre-Chevalier | Isabelle Blanc | Karine Ruby       | Dorothée Fournier |

##### Slalom parallèle
| Année                                    | Station         | Or             | Argent         | Bronze            |
| Les données manquantes sont à compléter. |                 |                |                |                   |
| 1998                                     | Alpe d'Huez     | Isabelle Blanc | Claire Gastaud | Karine Ruby       |
| 2000                                     | Serre-Chevalier | Karine Ruby    | Isabelle Blanc | Nathalie Desmares |